# Zé Doca
Zé Doca – miasto i gmina w Brazylii, w Regionie Północno-Wschodnim, w stanie Maranhão.  
Ma powierzchnię 2416,05 km². Według danych ze spisu ludności w 2010 roku gmina liczyła 50 173 mieszkańców, a gęstość zaludnienia wynosiła 20,77 osób/km². Dane szacunkowe z 2019 roku podają liczbę 51 714 mieszkańców. 
W 2017 roku produkt krajowy brutto per capita wyniósł 7584,32 reali brazylijskich.
Gminę utworzono w 1988 roku, wcześniej tereny te administracyjnie były przynależne do gminy Monção.
Miasto jest siedzibą diecezji rzymskokatolickiej Zé-Doca.